# PA-255
A  PA-255, também conhecida como Santarém-Monte Alegre, é uma rodovia brasileira do estado do Pará. A mesma faz a ligação entre o distrito portuário de Santana do Tapará, contido no município de Santarém, a cidade de Monte Alegre. A mesma foi asfaltada pelo governo do estado.
Está localizada na região do Baixo Amazonas, no estado do Pará, atendendo ao município de Monte Alegre e Santarém. A mesma intercepta a PA-423 em sua extremidade leste, já na zona urbana de Monte Alegre.